# مرکز خرید قطر
مرکز خرید قطر، یک مرکز خرید در منطقه روضه الجهانیه در شهر الریان، قطر است. این مرکز خرید در تاریخ ۱۰ دسامبر ۲۰۱۶ به بهره‌برداری رسید.

## تاریخچه
در دسامبر ۲۰۱۳، شرکت مهندسی دریک اند اسکال قطر مسئولیت اجرای تأسیسات مکانیکی، الکتریکی و لوله‌کشی مرکز خرید قطر را بر عهده گرفت.
هزینهٔ اولیهٔ ساخت این مرکز خرید حدود ۶۶۰ میلیون دلار برآورد شده بود، اما با افزوده شدن پروژه‌های جدید در حوزهٔ مهمان‌نوازی و سرگرمی، این رقم در اکتبر ۲۰۱۵ به ۱٫۴۸ میلیارد دلار افزایش یافت.
توافق‌نامه‌هایی نیز به‌منظور گسترش تنوع خدمات و فروشگاه‌ها به امضا رسید؛ از جمله با شرکت ابوعیسی هولدینگ برای عرضهٔ کالاهای لوکس خرده‌فروشی، با شرکت ام.اچ. الشایا برای افزودن برندهای سبک زندگی و مهمان‌نوازی، با شرکت آی‌مکس برای احداث یک مجموعه سینمایی، و با گروه ماجد الفطیم جهت راه‌اندازی یک فروشگاه زنجیره‌ای کارفور در این مرکز خرید.
در روز افتتاح، ۲۲۰ فروشگاه در این مرکز خرید فعالیت خود را آغاز کردند. شیخ حمد بن خلیفه آل ثانی نیز در مراسم افتتاحیه حضور داشت.
در سال ۲۰۱۷، این مرکز خرید موفق به دریافت جایزهٔ جهانی مقصد خرده‌فروشی و سرگرمی بین‌المللی از سوی آر.ال. آی شد.
در سال ۲۰۲۰، طرح‌هایی برای توسعهٔ این مجموعه اعلام شد که شامل ساخت ۱٬۰۰۰ واحد مسکونی لوکس، یک مدرسه شربورن و یک پارک موضوعی می‌شد. در دسامبر ۲۰۲۰، ورزشگاه احمد بن علی که در مجاورت مرکز خرید قرار دارد، افتتاح شد.
در دوران همه‌گیری بیماری کووید ۱۹، مستأجران این مرکز خرید برای چندین ماه از پرداخت اجاره‌بها معاف شدند تا با شرایط قرنطینه و تعطیلی‌ها سازگار شوند.

## توصیف
مرکز خرید قطر، یک مرکز خرید سه‌طبقه با مساحت ۴۶۴٬۵۱۵ متر مربع است که در منطقهٔ روضه الجهانیه در شهر الریان، قطر واقع شده است. گنبد شیشه‌ای بلند این مرکز، هشت طبقه ارتفاع دارد.
مرکز خرید قطر در مجاورت ورزشگاه احمد بن علی قرار دارد که یکی از ورزشگاه‌های میزبان جام جهانی فوتبال ۲۰۲۲ بود.

## فعالیت‌ها
مرکز خرید قطر تاکنون میزبان مجموعه‌ای از کنسرت‌ها، جشنواره‌ها و رویدادهای سرگرمی بوده‌است که برخی از مهم‌ترین آن‌ها عبارت‌اند از:
در ۶ سپتامبر ۲۰۲۳، کنسرت زندهٔ محمود الترکی در صحنهٔ اِیسِس برگزار شد.
از ۹ تا ۱۸ مارس ۲۰۲۳، نمایش رایگان دریم ورلد شامل پانتومیم، نمایش‌های آکروباتیک و حرکات نمایشی در صحنهٔ ایسس اجرا شد.
از ۲۰ تا ۲۹ ژوئیه ۲۰۲۳، کارناوال تابستانی با رژهٔ پروانه‌های شناور و گروه‌های موسیقی خیابانی در این مرکز خرید برگزار گردید.
از ۲ تا ۱۸ فوریه ۲۰۲۳، نمایش ورزشی با اجرای حرکات پرانرژی و نمایشی در صحنهٔ ایسس برگزار شد.
در ۲۷ آوریل ۲۰۲۴، کنسرت زندهٔ الشامی با اجرای موسیقی عربی معاصر در این مرکز خرید برگزار شد.
از ۲۴ اکتبر تا ۲ نوامبر ۲۰۲۴، رویداد تبدیل‌شوندگان برگزار شد که شامل ملاقات با شخصیت‌هایی چون آپتیموس پرایم، بامبل‌بی و مگاترون بود.

## رویدادها
در ۲ آوریل ۲۰۱۶، در حالی که مرکز خرید قطر هنوز در حال ساخت بود، آتش‌سوزی در آن رخ داد. تمامی ۱۴٬۰۰۰ کارگر حاضر در محل به‌سلامت تخلیه شدند.
آتش‌سوزی دیگری نیز در ۳۰ اکتبر ۲۰۱۶ و همچنان در دوران ساخت این مرکز خرید به وقوع پیوست.